# バイオハザード 北海の妖獣
『バイオハザード 北海の妖獣』は、カプコンのゲームソフト『バイオハザードシリーズ』を朝倉究が小説化したホラーゲームノベライズ。

## 出版経緯
- 1998年（平成10年）『バイオハザード 北海の妖獣』がジャンプ ジェイ ブックスより刊行。

書籍情報
バイオハザード 北海の妖獣 1998年 ISBN 978-4087030679

## あらすじ
元英国軍人ノルス・シーラックは作戦失敗のショックから除隊し、世界中を放浪した末に北方の孤島ガディウォールへ連絡船で向かう。彼は船内で帰郷のため島を訪れた女子学生レイン、その友人ケイトと知り合う。レインはあらかじめ唯一の肉親である伯父のベイルに迎えを頼んでいたものの、到着したときにはベイルではなく彼女の幼馴染のポールが来ていた。ポールは島から出ていくよう彼女たちに警告した後、いずこへと去る。
その後、一行はレインたちの故郷へ向かうも、怪物に襲われる中でケイトが消息を絶つ。やっと実家にたどり着いたところ、瀕死のベイルが見つかり、彼女たちの目の前で息を引き取る。
2人はケイトを探すために、島を支配するビアズレー家の当主ミレーヌの元を訪れるが、彼女の執事ギリアムに追い出される。
ミレーヌとギリアムの正体はアンブレラの幹部であり、晩餐会をえさにノルスとレインをおびき寄せ、レインを拉致する。その中でケイトが人体実験によってゾンビ化されていたことが判明し、ノルスが泣く泣く射殺する。
そして、ミレーヌはノルスをおびき寄せるべくレインを人質にとる。さらに、ミレーヌは自らの遺伝子と自作のネオ・T-ウイルスによってこさえた分身・ミレーニアをノルスにけしかける。ところがここでギリアムがミレーヌを裏切り、ミレーヌ自身も幹部の座から引きずり降ろされる。
また、ギリアムは心が歪んだ人間による発明品を求めてミレーヌの人格形成に悪影響を与えてたことを明かす。そして、彼はミレーニアの制御に用いていた端末を壊し、ミレーヌの研究成果を横取りする。自棄になったミレーヌはノルスの大切な人となったレインを殺そうとしてノルスの返り討ちに遭う。
ノルスたちが屋敷を出た後、ミレーニアが現れ、一足先に屋敷を後にしていたギリアムを殺害する。
実は、ミレーニアの頭脳にはミレーヌの記憶が内蔵されており、ミレーヌの死によって彼女の記憶を引き継ぐようになっていた。これによりミレーニアは暴走し、執念深くノルスたちを追いかけた。

## 登場キャラクター
ノルス・シーラック
主人公。かつて英国陸軍の対テロリスト部隊CRWに所属していたが、要人救出作戦に失敗し、その時のショックで闘いに嫌気がさし除隊。世界中を旅回りガディウォール島を訪れた。戦闘能力は高くさまざまな銃器を使いこなす。とっさの判断力にも優れ、またキーピックを使った解錠も得意。
レイン・ルーベンス
ノルスが連絡船で出会った女子学生。下宿して通っていた本土の学園が創立記念祭を迎え、里帰りで島を訪れた。
ケイト
レインのルームメイトであり友人。
ミレーヌ・ビアズレー
名門・ビアズレー家の女当主でガディウォール島にある城の城主。天才的頭脳を持ち、わずか一七歳ながら様々な科学知識を持つ。
実は遺伝子操作によって生み出された存在である。
ギリアム
ミレーヌに仕えるビアズレー家の執事。
ベイル
レインの伯父であり唯一の肉親。元軍人でもある。レインは帰郷の前に連絡を取っていたが、島へ到着した頃には行方不明となっていた。
ポール
レインの幼馴染の青年。両親は他界し、ベイルの保護を受けながら生活していた。帰郷したレインに早く島から出るよう警告して去っていく。

## 用語
ガディウォール島
イギリス～スカンジナビア半島間の中ほどの位置にある孤島。村では現在300人ほどの島民が暮らし、漁で生計を立てている。山を挟んで村の反対側には島を所有する貴族・ビアズレー伯爵家の城があり、今も島民は畏敬の念を抱いている。物語の20年前、製薬会社アンブレラが森林地帯の土地を買い取り研究所を設立したが、事故で島民が多数死亡。以来封鎖されているが同社が建てた病院、電気、フェリーなどは今も島民の生活には欠かせないものとなっている。